# Auxilium Pallacanestro Torino 1992-1993
La Auxilium nel 1992-1993 ha giocato in Serie A1.

## Roster
|   | Naz.                   | Ruolo | Sportivo            | Anno | Alt. | Peso | Note |
| - | ---------------------- | ----- | ------------------- | ---- | ---- | ---- | ---- |
| 4 | Italia (bandiera)      | G     | Alessandro Abbio    | 1971 | 193  | 85   |      |
|   | Stati Uniti (bandiera) | AP    | Derrick Gervin      | 1963 | 203  | 91   |      |
|   | Italia (bandiera)      | G     | Sandro Trevisan     | 1973 | 190  |      |      |
| 8 | Italia (bandiera)      | P     | Carlo Della Valle   | 1962 | 197  |      |      |
|   | Italia (bandiera)      | C     | Cristiano Masper    | 1973 | 207  | 102  |      |
|   | Stati Uniti (bandiera) | AP    | Jay Vincent         | 1959 | 201  | 100  |      |
|   | Lettonia (bandiera)    | AG    | Igor Melnik         | 1972 |      |      |      |
|   | Italia (bandiera)      |       | Gabriele Casalvieri |      |      |      |      |
|   | Italia (bandiera)      | AC    | Paolo Prato         | 1973 | 204  |      |      |
|   | Stati Uniti (bandiera) | AG    | Howard Wright       | 1967 | 203  | 100  |      |
|   | Italia (bandiera)      | AC    | Luca Silvestrin     | 1961 | 205  |      |      |
|   | Italia (bandiera)      |       | Fabrizio Valente    |      |      |      |      |
|   | Italia (bandiera)      | P     | Luca Iacomuzzi      | 1972 |      |      | .    |

### Staff tecnico
Capo allenatore:   Federico Danna
Medico: Roberto Carlin

## Risultati
- Serie A1:
- stagione regolare: 16ª classificata;
- Coppa Italia: sedicesimi di finale